# 绰罗斯
绰罗斯是卫拉特蒙古族準噶爾部和杜尔伯特部及卫拉特突厥人的一個姓氏或氏族，乃準噶爾部的王族，並一度統治整個卫拉特蒙古四部。
绰罗斯之名来源于蒙古语“漏管”（羅馬化：čorɣo），相传古时一猎人去原始森林打猎，发现树下躺着一个婴儿，婴儿旁边的那棵树形状像一个漏管，于是给婴儿取名为绰罗斯。
15世纪上半叶的瓦剌首领马哈木、脱懽、也先都属于绰罗斯部。也先死后，绰罗斯逐渐式微。
17世纪，绰罗斯首领哈喇忽剌、噶尔丹在第五世达赖喇嘛·罗桑嘉措的支持下再次称霸西蒙古，建立准噶尔汗国。